# Stefan Hedorf
Stefan Hedorf (ur. 15 maja 1988) – duński unihokeista. Reprezentant Danii.

Uczestniczył w turniejach Mistrzostw Świata w 2004, 2006, 2010, 2014. Jest to pierwszy duński unihokeista gracz, który został królem strzelców na mistrzostwach świata..

## Kariera klubowa
- Hvidovre Attack FC

## Sukcesy

### Indywidualne
- Mistrzostwa Świata w Unihokeju Mężczyzn 2014
  - Pierwsze miejsce w klasyfikacji kanadyjskiej turnieju: 16 punktów

Szczegółowa tabela występów w reprezentacji.
| Turniej                             | Rok  | M  | B | A  | Pkt |
| ----------------------------------- | ---- | -- | - | -- | --- |
| Mistrzostwa Świata w unihokeju      |      | 22 | 9 | 19 | 28  |
|                                     | 2014 | 7  | 6 | 10 | 16  |
|                                     | 2010 | 5  | 3 | 8  | 11  |
|                                     | 2006 | 5  | 0 | 1  | 2   |
|                                     | 2004 | 5  | 0 | 0  | 0   |
| Mistrzostwa Świata w unihokeju U-19 |      | 4  | 0 | 1  | 1   |
|                                     | 2005 | 4  | 0 | 1  | 1   |